# L'assedio di Calais
L'assedio di Calais (título original en italiano; en español, El asedio de Calais) es un melodramma lirico, u ópera, en tres actos con música de Gaetano Donizetti y libreto en italiano de Salvatore Cammarano, basado en la obra de Luigi Marchionni y, secundariamente, en el ballet de Luigi Henry (1827), ambas a su vez basadas en la obra de Pierre Laurent Buirette de Belloy titulada Le siège de Calais (1765). La base histórica fue el asedio de Calais en 1346, hacia el principio de lo que más tarde se llamaría la Guerra de los Cien Años. Se estrenó el 19 de noviembre de 1836 en el Teatro San Carlos de Nápoles.  
Esta ópera rara vez se representa en la actualidad; en las estadísticas de Operabase aparece con sólo 2 representaciones en el período 2005-2010.

## Personajes
| Personaje                                    | Tesitura     | Reparto el 19 de noviembre de 1836 |
| -------------------------------------------- | ------------ | ---------------------------------- |
| Eustachio de Saint-Pierre, Alcalde de Calais | barítono     | Paul Barroilhet                    |
| Aurelio, su hijo                             | contralto    | Almareinda Manzocchi               |
| Eleonora, esposa de Aurelio                  | soprano      | Caterina Barilli-Patti             |
| Giovanni d'Aire, un burgúes                  | tenor        | Ferdinando Cimino                  |
| Giacomo de Wisants, un burgués               | tenor        | Freni                              |
| Pietro de Wisants, un burgués                | bajo         | Giovanni Revalden                  |
| Armando, un burgués                          | bajo         | Giuseppe Benedetti                 |
| Eduardo III, Rey de Inglaterra               | bajo         | Luigi Lablache                     |
| Isabella, esposa del anterior                | mezzosoprano |                                    |
| Edmondo, general inglés                      | bajo         | Nicola Tucci                       |
| El Desconocido, espía inglés                 | bajo         | Pietro Gianni                      |